# Правління згідно з вищим правом

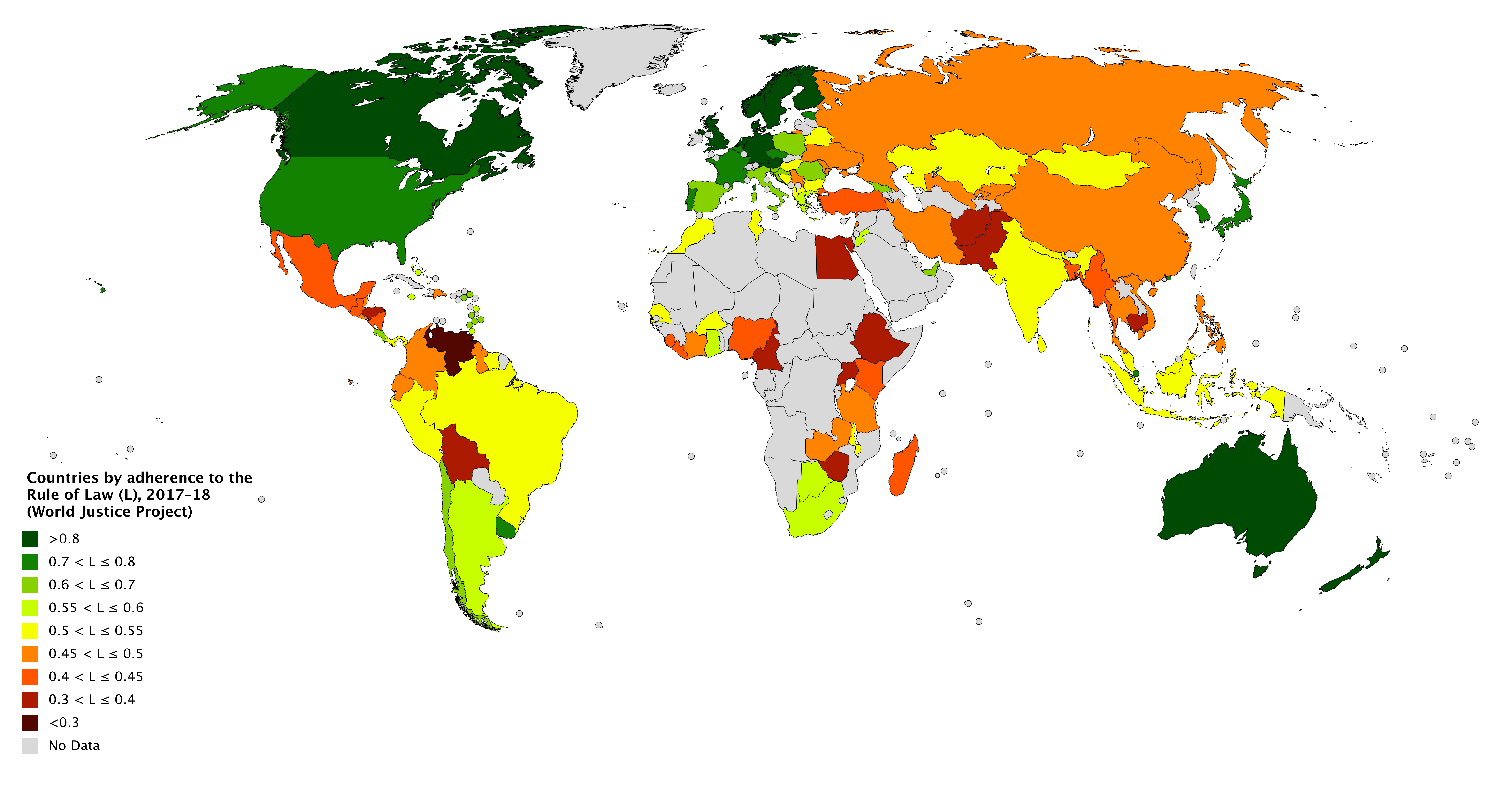

Правління згідно з вищим правом (англ. rule according to a higher law) — концепція в англомовній правовій доктрині, яка передбачає, що жоден закон не може прийматися урядом, якщо він не відповідає певним універсальним принципам (писаним або неписанним) добросовісності, моральності, і справедливості. 

## Визначення
Правління згідно з вищим правом може служити практичним юридичним критерієм кваліфікації випадків політичного або економічного ухвалення рішення, коли уряд, навіть якщо він діє у відповідності з чітко визначеними і належним чином прийнятими юридичними правилами, все ще продукує результати, які багато спостерігачів визнають неправильними або несправедливими
Ідея існування права вищої справедливості («вищого права»), що підноситься над мінливим законодавством держави, уперше була запроваджена у післяримській Європі доктриною католицького канонічного права. "Вище право " може бути інтерпретований в цьому контексті як божественне, або природне право, або основні правові цінності, встановлені в міжнародному праві — вибір залежить від точки зору. Але це поза сумнівом Право над правом. І саме в цій якості воно має рівне юридичне значення для країн як загального, так і континентального права, на відміну від природного права, яке в значній мірі пов'язане з загальним правом. «Визнання необхідного зв'язку між верховенством права як ідеалом та добре побудованим конституційним правлінням не означає і не повинно означати, що всі держави можуть чи повинні реалізовувати одні й ті самі конституційні структури на практиці».
Правління згідно з вищим правом — це практичний підхід до втілення теорії «вищого права», яка створює місток взаєморозуміння (відносно універсальних правових цінностей) між англійською доктриною верховенства права («Rule of law»), традиційною для країн загального права, і німецькою доктриною верховенства права («Rechtsstaat»), перекладеною іншими мовами континентальної Європи як « Etat de droit» (Франція), «Estado de derecho» (Іспанія), «Stato di diritto» (Італія) та "Правова держава « (Україна). Остання доктрина — продукт континентальної європейської правової думки, що перейняла його з німецької правової філософії. Її назва має на увазі державу, в якій здійснення урядової влади перебуває під контролем вищого права, а не мінливого законодавства, встановлюваного державою. Сенатор Амартія Сен згадував, що теоретики права у Стародавній Індії використовували термін класичної санкритської мови „nyaya“ в сенсі не лише питання оцінки установ і правил, але й оцінки суспільств безпосередньо.

## Приклади
До громадянської війни в США, афроамериканці були юридично позбавлені рівних прав і свобод відповідно до формально чинних правил, що визначали відносини між господарем та рабом. Хоча ці парвила були де-юре повністю відповідними для застосування в юридичній практиці, їх застосування тодішнім урядом США де-факто порушувало основні права людини значної частини населення. Вільям Генрі Сьюард проголосив, що рабство забороняється „вищим правом, ніж Конституція“.
Загалом кажучи, випадок такого „справедливо прийнятих несправедливих законів“ повністю залежить від позиції, зайнятої політичним керівництвом країни, щодо принципу верховенства права.
IУ деяких країнах політичне керівництво заявляє, що верховенство права — чисто процедурний концепт. Таким чином, вони стверджують, що будь-який уряд може позбавити своїх підданих їх основних свобод або порушувати їх життєві інтереси настільки, наскільки це робиться шляхом належним чином здійснюваного правового механізму. Наприклад, на Нюрнберзькому процесі, в спробі виправдати свої злочини проти єврейського і циганського населення Європи, під час Другої світової війни, деякі з колишніх лідерів нацистської Німеччини стверджували, що вони не порушили жоден із чинних за Гітлера законів. Лише пославшись на ідею правління згідно вищого права обвинувачі від союзників зуміли подолати таку лінію захисту. 
В інших країнах, навпаки, політичні лідери стверджують, що все писане право повинно приводитися у відповідність з універсальними принципами моралі і справедливості. Ці лідери стверджують, що в ролі необхідної передумови аксіоми „ніхто не може бути вище закону“ верховенство права вимагає від уряду визнавати всіх рівними перед правом. Проте проголошене право на рівне ставлення має тенденцію миттєво ставати не діючим кожного разу, коли уряд відмовляє в достатньому рівні поваги гідності та автономії, щодо певного класу осіб або прав людини в цілому». Таким чином, неписані і універсально самоочевидні принципи рівності, автономії, гідності та поваги мають перевагу щодо конвенційного писаного права, виданого урядом. Саме ці принципи часто називають «природним правом». Вони також складають основу "теорії вищого права".

## Конституційний уряд як втілення вищого права
Вчення Rechtsstaat (правова держава, конституційна держава, конституційний уряд) вперше було введено німецьким філософом Іммануїлом Кантом в його останніх працях, написаних після того, як були прийняті конституції США та Франції в кінці 18-го століття. Підхід Канта заснований на перевазі писаної Конституції країни, створеної, використовуючи принципи вищого права. Ця перевага мала на увазі створення гарантій для втілення його центральної ідеї: постійно мирне життя як основна умова для щастя і процвітання громадян. Кант засновує своє вчення виключно на ідеї конституціоналізму і конституційного уряду.
Кант сформулював головну проблему конституціоналізму, як інструменту для практичної реалізації вищого права, таким чином: «Конституція держави, в кінцевому рахунку ґрунтується на моралі своїх громадян, яка, в свою чергу, ґрунтується на досконалості цієї Конституції». Ця ідея Канта стала фундаментом для конституційної теорії 21-го століття. Концепція правової держави ґрунтується на ідеях, запроваджених Іммануїлом Кантом, наприклад, в його «Основа метафізики моральності»:
«Завдання встановлення універсального і постійного мирного життя є не тільки частиною теорії права в рамках чистого розуму, але саме по собі є абсолютною і кінцевою метою. Для досягнення цієї мети держава повинна стати об'єднанням великої кількості людей, які живуть з законодавчими гарантіями їх права власності, забезпеченого загальною Конституцією. Верховенство цієї Конституції… повинно виводитися апріорі з міркувань досягнення абсолютного ідеалу найбільш справедливої організації життя людей під егідою публічного права».

Російська правова система, що виникла в 19 столітті у результаті перетворень, ініційованої реформи Імператора Олександра II, була (і залишається) заснована головним чином на німецькій правової традиції. Саме від останньої Росія сприйняла доктрину Rechtsstaat, яка буквально перекладається як «Правова держава.» Його найближчим англійським аналогом є «Верховенство права».  Російська концепція правової держави визнає писану конституцію як вищий закон країни (верховенство конституції). Це є одним з основних, але не визначених принципів, які з'являється в найпершій нормі посткомуністичної конституції Росії: «Російська Федерація — Росія — це демократична федеративна правова держава з республіканською формою правління.» Аналогічним чином, найперша норма Конституції України проголошує, що «Україна є суверенна і незалежна, демократична, соціальна, правова держава». Таким чином, спроби вкласти сенс в визначення «правової держави» лишаються теоретичними.
Валерій Зорькін, голова Конституційного суду Росії, у 2003 році писав: "Становлення правової держави вже давно наша кінцева мета, і ми, безумовно, зробили серйозний прогрес в цьому напрямку за останні кілька років. Проте, ніхто не може зараз сказати що ми досягли цієї мети. Така правова держава просто не може існувати без законослухняного і справедливого суспільства. Тут, як в ніякій іншій сфері нашого життя, держава відбиває рівень зрілості, досягнутий суспільством.

Російський концепт Правової держави сприйняв багато сегментів конституційної економіки, яка виступає як практична реалізація теорії вищого права в економіці.
Економіст Джеймс М. Б'юкенен стверджує, що в рамках конституційного уряду, будь-яке державне втручання або регулювання має бути обумовлене трьома такими припущеннями. По-перше, кожна невдача ринкової економіки функціонувати злагоджено і досконало може бути виправлена шляхом державного втручання. По-друге, особи, що займають політичні посади і укомплектовують особовим складом бюрократичний апарат — є альтруїстичними прибічниками громадських інтересів, що не переслідують мету власного економічного добробуту. І по-третє, зміна державних функцій в бік більшого втручання і контролю не буде глибоко впливати на соціальне та економічне життя.
Б'юкенен відкидає «будь-яку органічну концепцію держави, як переважаючої в мудрості осіб, які є її членами». Ця філософська позиція є, власне, самим предметом конституційної економіки. Конституційно-економічний підхід дозволяє комбінувати економічний і конституційний аналіз, допомагаючи уникнути одномірного розуміння. Б'юкенен, разом з Кантом, вважає, що конституція в своїй якості вищого закону, призначеного для використання, принаймні, кількома поколіннями громадян, повинна бути в змозі пристосуватися до прагматичних економічних рішень, в той же час збалансовуючи інтереси держави і суспільства та індивідів, з їх конституційними правами на особисту свободу та особисте щастя.
Б'юкенен також описує важливість захисту моральних принципів, що лежать в основі конституційних норм. Він пише, що «етика конституційного громадянства безпосередньо не порівнянна з етичною поведінкою у взаємодії з іншими особами в межах обмежень, накладених за правилами існуючого режиму. Людина може нести повну відповідальність, в стандартному етичному сенсі, і все ж не в змозі відповідати етичним вимогам конституційного громадянства».